# Se-rim Moon
 (août 2023).
Se-rim Moon (née le 12 mars 1982) est mannequin grid girl sud-coréenne.

## Détails personnelles
Se-rim est née en 1982.

## Carrière
En 2015, alors qu'elle est concurrente nationale de la Korea Bodybuilding Association (Association coréenne de musculation), Se-rim se classe en troisième place dans la catégorie du bikini féminin 168cm ou plus, et la première place dans la catégorie de bikini fitness 1m70 ou plus aux Championnats nationaux de fitness NGC. Elle mesure 1m74, pesant 53kg . 

### Carrière de mannequin AVING
- 2014 - Modèle pour G-Star NHN Entertainment
- 2013 - Salon international de l'automobile de Séoul, modèle Hyundai Motors
- 2011 - Comité directeur de l'Association asiatique des modèles

### Carrière de modèle de course
- 2013 - Festival de vitesse de Corée Modèle de course Hyundai Motors

## Prix
- 2016 - 2016 ASIA MODEL FESTIVAL Salon et récompenses des modèles de course en Corée Prix des modèles de course sportive
- 2015 - Championne de la division Bikini Fitness féminin du Championnat national de fitness NFC
- 2010 - Prix spécial de recherche Jett Girl Supermodel Korea
- 2010 - Jett Girl Supermodel Korea Search Star Award
- 2009 - Prix de bronze au 2ème Rookie Racing Model Contest
- 2008 - Gagnant du concours de modèles environnementaux